# 天明太郎
『天明太郎』（てんめいたろう）は、NHKラジオ第1放送で1949年（昭和24年）に放送された日本のラジオドラマであり、同ドラマを原作に1951年（昭和26年）製作、同年4月27日公開、池田忠雄監督による日本の長篇劇映画である。
天明太郎という名の青年を主人公に、当時の人気小説家・文学者の石坂洋次郎、林房雄、徳川夢声、宮内寒弥、村松梢風、尾崎一雄、佐々木邦、坂口安吾が順番にリレー式に台本を書いたラジオドラマである。

## 放送リスト
いずれも1949年。
| 話数  | 作         | 放送日   |
| ----- | ---------- | -------- |
| 第1話 | 石坂洋次郎 | 11月10日 |
| 第2話 | 林房雄     | 11月17日 |
| 第3話 | 徳川夢声   | 11月24日 |
| 第4話 | 宮内寒弥   | 12月1日  |
| 第5話 | 村松梢風   | 12月8日  |
| 第6話 | 尾崎一雄   | 12月15日 |
| 第7話 | 佐々木邦   | 12月22日 |
| 第8話 | 坂口安吾   | 12月29日 |

## 映画
『天明太郎』（てんめいたろう）は、同名のラジオドラマを原作に1951年（昭和26年）製作、同年4月27日公開、池田忠雄監督による日本の長篇劇映画である。

### ストーリー
青年・天明太郎（佐野周二）は、大学を卒業して静岡の女学校に就職するが、女生徒・緑川フミ子（月丘夢路）との噂を立てられ、辞職して東京へ帰る。出版社「婦人評論社」に転職すると、隣の席に座る染井京子（幾野道子）に好かれる。「自由文化同盟」会長の小笹五郎（河村黎吉）、「ミス・銀座」に輝いた女性、と仕事でインタヴューをするが、「ミス・銀座」は緑川フミ子なのであった。「婦人評論社」を辞め、インタヴューした際のツテを頼り「自由文化同盟」に転職するが、小笹会長がフミ子を狙っていることを知り、これまた退職してしまう。
転職を繰り返す太郎に、伯父は、家に財産があまり残っていないことや太郎の母（飯田蝶子）の苦労を告げる。
すっかり反省した太郎は、「自由文化同盟」に戻ろうと思い、小笹と自分の間を取りなすようフミ子に頼み込むが、このとき太郎は、フミ子がいまも自分に好意を持っていることを知る。太郎とフミ子は結婚し、太郎は静岡の女学校の教師に戻る。

### キャスト
- 佐野周二 - 天明太郎
- 飯田蝶子 - 母
- 月丘夢路 - 緑川フミ子
- 幾野道子 - 染井京子
- 河村黎吉 - 小笹五郎
- 水上令子 - 夫人
- 水原真知子 - 娘花枝
- 坂本武 - 村松弥吉
- 増田順二 - 編集長
- 間宮潤吉 - 社員石田
- 宮武要 - 小笹の秘書
- 奈良真養 - 校長

### スタッフ・作品データ
- 製作（プロデューサー） : 白井和夫
- 監督 : 池田忠雄
- 脚本 : 斎藤良輔、中村定郎
- 原作 : 石坂洋次郎、林房雄、徳川夢声、宮内寒弥、村松梢風、尾崎一雄、佐々木邦、坂口安吾
- 撮影 : 厚田雄春
- 音楽 : 万城目正
- 美術 : 平高主計
- 録音 : 小尾幸魚
- 照明 : 高下逸男
- 編集 : 浜村義康
- 製作 : 松竹大船撮影所
- 上映時間 : 70分[2]
- フォーマット : 白黒映画 - スタンダードサイズ（1.37:1） - モノラル録音
- 公開日 :  1951年4月27日
- 配給 :  松竹

## ビブリオグラフィ
- 『ラジオ小説天明太郎』、連続ラジオ小説NHK編、宝文館、1950年
  - 執筆 - 石坂洋次郎、林房雄、徳川夢声、宮内寒弥、村松梢風、尾崎一雄、佐々木邦、坂口安吾

## 註
1. 1 2 3  年譜、七北数人、坂口安吾デジタルミュージアム、新潟市、2009年10月15日閲覧。
2. 1 2 3 4  天明太郎、kinejun.jp, 2009年10月15日閲覧。